# Ylli Shabani
Ylli Shabani, född 30 april 1982, är en svensk före detta fotbollsspelare. Han har under sin karriär spelat för bland annat Limhamn Bunkeflo och FC Rosengård. 

## Karriär
Shabani började spela fotboll i VVK BK som femåring. Han gick som elvaåring till Malmö FF, där han dock aldrig fick chansen i seniorlaget. Shabani lånades 2002 ut till Bunkeflo IF (numera Limhamn Bunkeflo), där han efter utlåningens slut stannade kvar. Under sin tid i klubben spelade han bland annat två säsonger i Superettan (2007 och 2008). 
Shabani gick sommaren 2009 till FC Rosengård, där han dock bara stannade en halv säsong innan han återvände till Limhamn Bunkeflo. I januari 2011 blev han dock återigen klar för FC Rosengård. Ett år senare, i januari 2012, skrev han på ett nytt kontrakt som gjorde honom till spelande assisterande tränare.
Inför säsongen 2016 återvände Shabani till division 4-klubben Limhamn Bunkeflo. Inför säsongen 2017 gick han till Kosova IF. Shabani spelade 18 matcher och gjorde sex mål i Division 4 säsongen 2017. Inför säsongen 2019 blev Shabani klar som assisterande tränare i FC Rosengård. I september 2019 tog han över som huvudtränare i klubben. Efter säsongen 2019 lämnade Shabani klubben.